# 無謀キャプテン
『無謀キャプテン』（むぼうキャプテン）は、島本和彦による日本の漫画作品。『月刊少年キャプテン』（徳間書店）にて、1992年8月号から1994年7月号まで連載。単行本は、連載当時に少年キャプテンコミックスで刊行された後、2010年にリュウコミックスより新たに第3部を書き下ろして全2巻が発売された。

## 作品概要
『逆境ナイン』終了後、島本和彦は非常に多忙な状態にあったが、編集の訴えに男を感じ無謀にも『無謀キャプテン』の連載を引き受けてしまう。連載時、他の連載もかかえており『無謀キャプテン』に回す時間が無いため無謀な作画や無駄ゴマ・無駄ページに挑戦している無謀な作品。
2010年に徳間書店リュウコミックスは、島本和彦の過去の作品を毎月再版しており、本作は『ゲキトウ』『仮面ボクサー』に続き全2巻が再版された。マジックが多用されている。作画時間短縮のために無駄ゴマを限界ギリギリまで入れたので本当なら読み難くなるはずだが、何故か普段の島本漫画より読みやすくなったと語っている。また、無駄ゴマを入れると精神的に疲れると語っている。

## あらすじ
全力学園高等学校2年の堀田戊傑（ほった ぼけつ）は、同じクラスの生方ひとみに一方的に片思いをしていた。彼女に別に好きな男がいることを知って相手の男をタコ殴りにする。それを観ていた彼女は堀田がケンカで勝ってもつきあえないし、相手の男を怪我させたら一生憎むと告げる。この言葉で戦う理由が無くなった堀田だが、男たるもの自分の墓穴は自分で掘るという理由から相手の顔面に拳を叩き込む。

## 作品一覧

### 第0話
『月刊少年キャプテン』（徳間書店）1992年7月号に掲載。
第1部の物語への予告となる作品。『「逆境ナイン」に続き島本和彦が贈る男の道三部作・第二弾　無謀キャプテン』という第三弾まで描くという無謀な告知まで入っている。ただ『無謀キャプテン』の読者ウケがあまり良く無かったため、男の道第三弾が連載される事は無かった。
書籍情報
『無謀キャプテン 1』（徳間書店/少年キャプテンコミックススペシャル）
初版：1994年3月9日
『炎の筆魂 弐之拳』（朝日ソノラマ）
初版：1998年10月1日
『無謀キャプテン 1』（徳間書店/リュウコミックス）
初版：2010年6月15日

### 第1部
『月刊少年キャプテン』（徳間書店）に1992年8月号から1993年8月号まで全7話。
前作『逆境ナイン』同様、多少熱血すぎる部分やギャグ的な要素はあるものの、（第2部と比べると）純粋な柔道漫画となる作品。
書籍情報
『無謀キャプテン 1』（徳間書店/少年キャプテンコミックススペシャル）
初版：1994年3月9日
『無謀キャプテン 1』（徳間書店/リュウコミックス）
初版：2010年6月15日

### 島本塾
『月刊少年キャプテン』（徳間書店）1993年1月号から3月号まで掲載。
「無謀」をテーマにした文芸作品。新聞形式で四コマ漫画や読者の意見も掲載された。「教訓」が入るなど『ザ・勝負!!』（『ヤングアニマル』（白泉社）1995年6号から9号まで連載）にも近い雰囲気も持つ。
なお、四コマ漫画には、炎尾燃や山下が登場。また、作者直筆の広告部分には『逆境ナイン』や『ウルトラマンG』の刊行情報が載せられた。
書籍情報
『無謀キャプテン 1』（徳間書店/リュウコミックス）
初版：2010年6月15日

### 第2部
『月刊少年キャプテン』（徳間書店）に1993年9月号から1994年7月号まで全7話。
前回のストーリーから一転、宇宙人との戦いを扱った作品。
書籍情報
『無謀キャプテン 2』（徳間書店/少年キャプテンコミックススペシャル）
初版：1994年9月16日
『無謀キャプテン 2』（徳間書店/リュウコミックス）
初版：2010年6月15日

### 第3部
COMICリュウ2010年6月号に掲載。
男の道第三弾『安全ティーチャー』の第0話にもなるような作りとなっているが、舞台は全力学園ではなく全速力学園。
書籍情報
『無謀キャプテン 2』（徳間書店/リュウコミックス）
初版：2010年6月15日

## 登場人物

### 第1部から登場
堀田 戊傑（ほった ぼけつ）
主人公。「自ら墓穴を掘る男」。全力学園2年生。「自分の墓穴は自分で掘る」を信条に、やれば失敗すると分かっていることでも敢えて実行する。赤いハチマキが特徴。主人公然とした端正な顔立ちだが、上記の性格から頻繁に問題を起こすために周囲の女生徒からは良く思われていない。
第1部では、ハギワラに見込まれ柔道部の主将となり、日の出商と戦うために特訓を開始する。
第2部では、ドラグー星人と戦うためにグルミー星人と合体する選択を迫られるが、合体することはなく、彩子とムーの力で超能力戦士となる。
第3部では、全速力学園の校長として登場。A組からC組、そして、Z組という成績順クラスを作ったことでモンスターペアレンツとの戦いになる。
校長
前作『逆境ナイン』にも登場した全力学園の校長。本作でも器の大きさを見せる。また、本作では日の出商の校長と親戚関係にあることも明かされている。
ハギワラ・リョウ
前作『逆境ナイン』にも登場した男性。全力学園教員。
石橋（いしばし）
堀田の同級生で友人。石橋を叩いて渡るような「慎重な行動をとる男」。第1話冒頭では堀田と女性をめぐり争っていたが、後で柔道部に入った堀田を心配して駆けつけており、基本的に仲は良い。
コン・ジョー
ハギワラに集められた臨時柔道部員の1人。学年は不明だがおそらく2年生。長髪でサングラスをかけて葉っぱを咥えたニヒルな雰囲気だが、根は熱血で男前。
第1部では、臨時柔道部員がそれぞれバラバラで行動する中、堀田の危機にいち早くかけつける。
第2部では、一人後ろ指をさされる堀田を裏切り、女子柔道部員の女性生徒と付き合っていたが、良心の呵責に耐えかねて頭を丸めて堀田の仲間に戻り、共に宇宙人と戦う。
第3部ではモンスターペアレンツの一員として堀田に疑問を投げかける。
不死身 男（ふじみ だん）
「絶対に倒れない男」。全力学園2年生。ハギワラに集められた臨時柔道部員の1人。
第2部では男子柔道部の一員となり、日の出商との次の戦いに向けて腕を磨いていた。臨時柔道部員の中では女子柔道部員にデレデレしたり、堀田を悪く言ったりする描写が唯一ないが、堀田から宇宙人と戦うと言われた際にはさすがに困惑を隠しきれずにいた。
大逆 天（だいぎゃく てん）
「最後に必ず勝つ男」。全力学園2年生。ハギワラに集められた臨時柔道部員の1人。
第1部では、堀田たちの特訓中、一人、日の出商柔道部に殴りこみ、結果、日の出商柔道部の怒りを買い、その日のうちに日の出商柔道部が乗り込んできたせいで、特訓の日付がなくなるという悪い意味での逆転を招いてしまう。
第2部では、自分の立場を守るために全てを堀田のせいにして彼を悪者に仕立て上げていたが、不死身に叩きのめされて一応改心し、再び堀田の仲間となる。今度はグルミー星人に対抗するために敢えて彼らと合体してその力を利用して戦うという作戦を提案し、ジョー、不死身とともに実行するが、やはり裏目に出て3人とも呆気なく支配されてしまった。
突破 孔（とっぱ こう）
「勝利の鍵を握る男」。ハギワラに集められた臨時柔道部員の1人。唯一の1年生。
第1部では、迷いながらも堀田やハギワラたちから男の道を学び、成長していく後輩の役回り。
第2部では、巨大な目に飛び込んでドラグー星人を倒したり、グルミー星人と合体しドラグー星人を倒したりと、勝利の突破口を見せる。
日の出商柔道部
日の出商は前作『逆境ナイン』にも登場したライバル校。全国Top3に入る強豪で他校から恐れられている。一週間後に全力学園男子柔道部との練習試合が予定されていたが、大逆の殴りこみから全力学園が素人を身代わりに立てたことを知って憤慨し、逆に乗り込んできた。強面で乱暴者だが、全力学園校長の配慮に感謝して頭を下げたり、女子は極力傷つけないように気を遣うなど、それなりの男気も持っている。
全力学園男子柔道部
日の出商柔道部に練習試合を挑まれるが、練習試合で体を壊さないために逃げる。
全力学園女子柔道部
第1部では、日の出商から逃げた男子柔道部員から学ぶことはないと考えた堀田たちが特訓の相手に選んだが、美人揃いだったために堀田たちは当初の目的を忘れて骨抜きになってしまった。柔道の実力は男子柔道部よりも高く、乗り込んできた日の出商柔道部を必殺技赤い花びらで倒す。
第2部では、キャプテンがドラグー星人に取り込まれてしまうが、グルミー星人と合体した突破に助けられる。
紋次郎
『紋次郎が行く!』（Moo.念平）の主人公。大逆を抱えた日の出商柔道部の前を通り過ぎる。
兆城 元将（ちょうじょう げんしょう）/ムー
第1部では、女性を二股にかけた結果、双方からフラれる謎の男性として登場。
第2部では、ロボットだったことが発覚。友情を学ぶため堀田と親友になる。ちなみに本人はNASAにおり、ロボットの方は宇宙人調査のために入れ替わりで送り込まれたものだった。

### 第2部から登場
不屈 闘志（ふくつ とうし）
前作『逆境ナイン』の主人公。ハギワラが突破に「男が苦しいときに使う言葉」を教えるときに背景に登場。
ガリレオ・ガリレイ
突破が「男が苦しいときに使う言葉」の1つ「それでも」を考えるときに登場。額に大きく「ガ」と書かれている。
孫子
突破が「男が苦しいときに使う言葉」の1つ「それならば」を考えるときに登場。額には何も書かれていない。
ドラグー星人
全力学園を襲撃した謎の宇宙生物。中に他の生物を取り込み、そのエネルギーで活動する。取り込まれた人間の生命に危険はないが、体内は非常に快適で癖になるため一度入ると出られない。形状は多様だが、目玉や触手が目立つ怪物然とした姿をしており、個体によって目からビームを出すなどの様々な能力がある。
グルミー星人
ドラグー星人と同じく、他の生物と合体することで活動する寄生型の宇宙人。姿はドラグー星人に比べると人型に近い。ドラグー星人を倒した堀田の前に現れて合体して共に戦おうと誘うが断られる。実は彼らこそが本当の侵略者であり、最初に家畜のドラグー星人を送り込んで地球人に寄生させ、それを逃れた者にはドラグー星人を倒すことを口実に自分たちと合体させるという巧妙な作戦で地球征服を狙っていた。
彩子（さいこ）
ドラグー星人に取り込まれていたところを堀田や突破に偶然助けられた女生徒。実は超能力戦士で堀田の新たな力の獲得に一役買うが、堀田の特訓が終わって戻ってみると全力学園が完全にグルミー星人たちに占領されていたことに絶望して自らドラグー星人の中に入っていった。

### 第3部から登場
モンスターペアレンツ
校長となった堀田に襲いかかる新たな敵。かつての友・コン・ジョーもその一人となっていた。
安全 大地（あんぜん だいち）
教員。「大地に根を生やしたような安全性で子供達を育てる男」。

## 関連作品
- ガレキの翔 - 本作の連載終了の次月号（1994年8月号）から連載された島本和彦の漫画作品。
- 紋次郎が行く! - 本作と同時期に連載されていたMoo.念平の漫画作品。本作に紋次郎がゲスト出演している。
- 逆境ナイン - 登場人物や登場高校の多くが、本作にも登場している。
- 男の一枚 レッド・カード - 堀田が全力学園3年柔道部主将としてゲスト出演。